# Sarobela auritincta
Sarobela auritincta är en fjärilsart som beskrevs av George Francis Hampson. Sarobela auritincta ingår i släktet Sarobela och familjen nattflyn. Inga underarter finns listade.